# ダリン・スミス (アメリカンフットボール)
ダリン・スミス（Darrin Smith 1970年4月15日- ）はフロリダ州マイアミ出身のアメリカンフットボール選手。ポジションはラインバッカー。

## 経歴

### プロ入りまで
5人兄弟の末っ子として生まれた。父親は彼が3歳の時に殺された。
マイアミ大学では1989年、1991年と2度全米チャンピオンになった。彼は1990年から1992年までチームメートのマイケル・バロウ、ジェシー・アームステッドとともにバミューダ・トライアングルと呼ばれるラインバッカー陣を形成した。この間チームは29連勝を達成、グレッグ・シアーノ守備コーディネーターを迎えた1991年に彼はビッグ・イースト・カンファレンスの最優秀守備選手に選ばれた。チームはシーズン12戦無敗、1試合平均9.1得点に相手を抑え、ネブラスカ大学とのオレンジボウルでは22-0と相手を無得点に抑えて、全米チャンピオンとなった。この年の11月16日の敵地でのフロリダ州立大学戦で彼は18タックル（10ソロタックル）をあげて、チームは17-16で勝利した。
2006年、マイアミ大学スポーツ殿堂に選ばれた。

### NFL
1993年のNFLドラフト2巡でダラス・カウボーイズに入団、4年間ウィークサイドのラインバッカーを務めた。第28回、第30回スーパーボウルの優勝メンバーとなった。
1994年12月のニューオーリンズ・セインツ戦で2インターセプト、そのうち1回は13ヤードのリターンTDをあげた。
1995年のNFLシーズン終了後に制限付きフリーエージェントとなる彼はトレーニングキャンプ中、72万5000ドルを要求、カウボーイズからのオファーは42万5000ドルと隔たりがあったため、ディオン・サンダースとともに10週間に渡ってホールドアウトを続け、10月になってようやくチームとインセンティブを含む契約を結んだ。第13週のカンザスシティ・チーフス戦では第4Qにトニー・トルバートがQBスティーブ・ボノから叩き落としたボールをリカバーし、63ヤードをリターンした。
7試合に欠場したこの年3サックをあげた。1996年6月、カウボーイズと1年契約を結んだ。この年117タックルをあげた。
この時代、カウボーイズはサラリーキャップが導入されたことから、ラインバッカーと長期の高額契約を結ばず、ドラフトで選手を見つける方針を取っており、彼の他にもケン・ノートン・ジュニア、ディクソン・エドワーズ、ロバート・ジョーンズ、ランドール・ゴドフリーもフリーエージェントでチームを去った。1997年にスミスもカウボーイズを去り、デクスター・コークリーが起用された。
複数年契約を希望していたが、フィラデルフィア・イーグルスと1年契約を結んだ。1997年、右足の靱帯や左足の捻挫に苦しんだ彼は7試合の出場にとどまった。
1998年2月、大学時代の恩師、デニス・エリクソンヘッドコーチが率いるシアトル・シーホークスと4年契約を結んだ。この年、フィラデルフィア・イーグルスとの開幕戦で2サック、1ファンブルリカバーをあげた。11月8日のカンザスシティ・チーフス戦では26ヤードのインターセプトリターンTDをあげた。
1999年にはチーム3位の90タックルをあげたが、シーズン終了後サラリーキャップを空けるため解雇された。
2000年、ニューオーリンズ・セインツと1年契約を結んだ。彼は235ポンドと大柄ではなかったが、先発ミドルラインバッカーとして起用され、チーム2位の113タックル、2サックをあげて、チームのNFC西地区優勝に貢献した。
2001年、セインツと4年契約を結んだ。2004年は怪我のため3試合の出場にとどまった。12シーズンで24サック、11インターセプト、4タッチダウンの成績を残した。プロボウルには選ばれなかったもののカレッジフットボール全米チャンピオンリングを2個、スーパーボウルリングを2個持っている史上唯一の選手となっている。

## 人物
ハードヒットのタックラーとして知られた。
2012年、Big Brothers Big Sisters of Americaの大使となった。